# Isotopes du darmstadtium
Le darmstadtium (Ds, numéro atomique 110) est un élément synthétique qui n'a par conséquent pas de masse atomique standard. Comme tous les éléments synthétiques, il ne possède aucun isotope stable. Le premier isotope synthétisé est 269Ds en 1994. Huit radioisotopes sont connus, de 267Ds à 281Ds (dont un non confirmé), ainsi que trois isomères (dont un non confirmé). L'isotope à la plus grande durée de vie connue est 281Ds avec une demi-vie d'environ 9,6 secondes.

## Table des isotopes
| Symbole du nucléide | Z (p)                | N (n)                | Masse isotopique (u) | Demi-vie                      | Modes de désintégration, | Isotope(s) fils | Spin nucléaire |
| Symbole du nucléide | Énergie d'excitation | Énergie d'excitation | Énergie d'excitation | Demi-vie                      | Modes de désintégration, | Isotope(s) fils | Spin nucléaire |
| ------------------- | -------------------- | -------------------- | -------------------- | ----------------------------- | ------------------------ | --------------- | -------------- |
| 267Ds               | 110                  | 157                  | 267,14377(15)#       | 3(+6−2) µs                    |                          |                 | 9/2+#          |
| 269Ds               | 110                  | 159                  | 269,14475(3)         | 230(110) µs [179(+245−66) µs] | α                        | 265Hs           | 3/2+#          |
| 270Ds               | 110                  | 160                  | 270,14458(5)         | 160(100) µs [0,10(+14−4) ms]  | α                        | 266Hs           | 0+             |
| 270mDs              | 1140(70) keV         | 1140(70) keV         | 1140(70) keV         | 10(6) ms [6,0(+82−22) ms]     | α                        | 266Hs           | (10)(−#)       |
| 271Ds               | 110                  | 161                  | 271,14595(10)#       | 210(170) ms                   | α                        | 267Hs           | 11/2−#         |
| 271mDs              | 29(29) keV           | 29(29) keV           | 29(29) keV           | 1,3(5) ms                     | α                        | 267Hs           | 9/2+#          |
| 273Ds               | 110                  | 163                  | 273,14856(14)#       | 0,17(+17−6) ms                | α                        | 269Hs           | 13/2−#         |
| 277Ds               | 110                  | 167                  | 277,15591(41)#       | 4,1 ms                        | α                        | 273Hs           | 11/2+#         |
| 279Ds               | 110                  | 169                  | 279,16010(64)#       | 0,18(+5−3) s                  | FS (90 %)                | (divers)        |                |
| 279Ds               | 110                  | 169                  | 279,16010(64)#       | 0,18(+5−3) s                  | α (10 %)                 | 275Hs           |                |
| 281Ds               | 110                  | 171                  | 281,16451(59)#       | 9,6 s                         | FS (94 %)                | (divers)        | 3/2+#          |
| 281Ds               | 110                  | 171                  | 281,16451(59)#       | 9,6 s                         | α (6 %)                  | 277Hs           | 3/2+#          |
| 281mDs,             |                      |                      |                      |                               | α                        | 277mHs          |                |

1. ↑  Abréviations :
FS : fission spontanée.
2. ↑  Cet isotope n'est pas confirmé.
3. ↑  Pas directement synthétisé, fait partie de la chaîne de désintégration de 285Fl.
4. ↑  Pas directement synthétisé, produit de désintégration de 283Cn.
5. 1 2  Pas directement synthétisé, fait partie de la chaîne de désintégration de 289Fl.
6. ↑  Cet isomère n'est pas confirmé.